# Helena Paulo
Helena Gilda Simão Paulo (* 24. Januar 1998) ist eine angolanische Handballspielerin, die für die angolanische Nationalmannschaft aufläuft.

## Karriere
Helena Paulo spielt beim angolanischen Verein 1º de Agosto. Mit 1º de Agosto gewann sie im Jahr 2019 die IHF Super Globe. Zum 27:22-Finalerfolg steuerte sie zehn Treffer bei. Im Februar 2024 schloss sie sich dem rumänischen Erstligisten CSM Târgu Jiu an.
Paulo nahm mit der angolanischen Juniorinnennationalmannschaft an der U-20-Weltmeisterschaft 2018, bei der sie mit 73 Treffern Torschützenkönigin wurde. Im selben Jahr gehörte die Rückraumspielerin bei der Afrikameisterschaft dem Kader der angolanischen A-Nationalmannschaft an, bei der Angola den Titel gewann. Paulo gewann im Jahr 2019 mit Angola den Karpatenpokal, bei dem sie die meisten Tore im Wettbewerb warf. Bei ihrer ersten Teilnahme an einer Weltmeisterschaft erhielt sie große Spielanteile und warf mit 23 Treffern die drittmeisten Tore für die angolanische Auswahl.
Paulo verteidigte mit Angola den Titel bei der Afrikameisterschaft 2021, bei der sie in das All-Star-Team berufen wurde. Im selben Jahr nahm sie an den Olympischen Spielen teil und belegte beim Handballturnier den zehnten Platz. Ebenfalls im Jahr 2021 folgte eine Teilnahme an der Weltmeisterschaft, bei der Paulo 17 Treffer erzielte. Im Jahr 2022 verteidigte sie ein weiteres Mal mit Angola den Titel bei der Afrikameisterschaft, bei der sie diesmal die MVP-Auszeichnung erhielt. Bei der Weltmeisterschaft 2023, die Angola auf dem 15. Platz beendete, warf Paulo  fünf Tore. Im Jahr 2024 nahm sie zum zweiten Mal an den Olympischen Spielen teil.